# ويليام إيكيرت
ويليام إيكيرت (بالإنجليزية: William Eckert) هو ضابط أمريكي، ولد في 20 يناير 1909 في فري بورت في الولايات المتحدة، وتوفي في 16 أبريل 1971 في باهاماس.

## وصلات خارجية
- ويليام إيكيرت على موقع جمعية أبحاث البيسبول الأمريكية (الإنجليزية)
- ويليام إيكيرت على موقع الموسوعة البريطانية (الإنجليزية)